# Relaciones España-Namibia
Las Relaciones España-Namibia son las relaciones internacionales entre estos dos países. 

## Relaciones diplomáticas
Las relaciones diplomáticas formales se iniciaron en 1990, año en el que España abrió Embajada en Windhoek, y han sido muy buenas hasta la fecha. De entre los países de la UE, las autoridades namibias miran a España con especial afecto. España formó parte de UNTAG (operación de NNUU encargada de asegurar la transición desde una situación de colonialismo y “apartheid” a la celebración de unas elecciones libres), enviando a Namibia un destacamento del Ejército del Aire y ocho aviones.
Pese a los años transcurridos, no se ha olvidado este apoyo. El antiguo Presidente de SWAPO y Padre fundador de la República, Sam Nujoma, visitó España en 1996. Los Reyes devolvieron la visita en 1999. Desde entonces ha habido varios viajes y visitas de alto nivel, la última de las cuales la realizó la ministra namibia de Asuntos Exteriores a España en 2013.

## Relaciones económicas
Tradicionalmente, el interés de España en el mercado namibio se centraba de manera casi exclusiva en la explotación de las riquezas pesqueras del país africano para lo que se realizaron importantes inversiones en el sector. En los últimos años, sin embargo, se ha constatado un creciente interés por parte de las empresas españolas en distintos sectores namibios: energías renovables, infraestructuras, petróleo.

## Cooperación
Las relaciones de cooperación para el desarrollo de España con Namibia comenzaron en el momento mismo de la independencia del país con la apertura de una Oficina Técnica de Cooperación (OTC) de la entonces AECI en Windhoek.
Durante muchos años, Namibia fue país prioritario de nuestra cooperación, pero el IV Plan Director de la Cooperación Española 2013-2016 incluyó a Namibia entre los 9 países de África Subsahariana en los que se prevía cerrar o rediseñar el actual programa. Como consecuencia, la OTC en Windhoek cerró sus puertas en agosto de 2015.
El volumen global de la ayuda oficial al desarrollo (AOD) recibido por Namibia fluctuó enormemente durante los últimos años. En la década de los 90, tras la independencia, el volumen de ayuda externa recibido se duplicó, registrándose posteriormente un rápido descenso los primeros años del nuevo milenio. Entre 2007 y 2010 se experimentó un repunte en la AOD concedida al país, para volver a descender considerablemente a partir de 2011. Durante el periodo 2005-2012 el total de AOD neta de España en el país alcanzó 72 millones de euros, canalizados mayoritariamente a través de programas bilaterales de AECID y MAEC (49 millones) y de aportaciones a organismos multilaterales (10 millones).
A pesar del cierre de la OTC, la cooperación española sigue presente en Namibia a través del lectorado de español en la UNAM y otros programas regionales (con la Unión Africana y con NEPAD) y multilaterales. Otras instituciones, como la Fundación CETMAR, mantienen actividades de cooperación
con Namibia.

## Misiones diplomáticas
- España tiene una embajada en Windhoek.
- Namibia está acreditado ante España a través de su embajada con sede en Paris, Francia.